# ひまひま
ひまひま（2007年10月2日 - ）は、日本の女性YouTuber、インフルエンサー、タレント。特技はグミ当てと高速歯磨き、趣味は英会話と恋愛小説、ドラマ鑑賞。

## 略歴
2016年6月、Kan & Aki's CHANNELに憧れ、YouTuberとしての活動を開始し、UUUMに所属する。
2017年3月、UUUM専属クリエイターに昇格。同年、初のイベント（う祭 UUUM株式会社主催）に参加。
2019年11月、ひまひまチャンネルに小学校からの友人であるRちゃんが顔出しで初登場。その後も定期的に出演している。
2019年12月、ゆわと組んだ音楽ユニット「HIMAYUWA」のシングルアルバム「カラフルミライ」を配信。
2020年4月、NHK総合「あさイチ（YouTuber特集）」に出演。
2020年6月、小学館によるYouTubeチャンネル「ピカいち CHANNEL」のMCに就任。俳優の鈴木福、放送作家の山口トンボするキャラクターの「ピカゴロー」と共に動画に出演する。
2020年7月、LINEライブアカウントを作成し、配信開始。
2021年より、人気バラエティー番組『超無敵クラス』へレギュラー出演。
2022年2月22日より UUUM公式 TikTokユニット「QUUUN！！」として活動。
2022年2月25日よりソニー・ミュージックレーベルズ＆UUUMが開設した新世代ジュニア＆キッズシンガーによるカバー動画YouTubeチャンネル「After School Music Forest」へ参加。

## 人物
2019年、本人が小学3年生の頃にYouTubeにて投稿を開始したひまひまは、2025年時点でSNS総フォロワー数は150万人を超えている。
テレビでは様々なバラエティ番組に出演するほか、日本テレビの番組「超無敵クラス」ではレギュラー出演するなど活動する。大御所タレントを相手に物おじせずトークし、　日テレ「踊る!さんま御殿!!」では、「おじさんは何歳から?」という話題で風間俊介をおじさんと発言し、番組を爆笑の渦に巻き込んだ。
2024年、TBS「サンデージャポン」では安倍元首相と旧統一教会の話題で「なんでこの総裁選に前に入手した写真をわざわざ出したのか、疑問」などと自分の意見をコメントし、ネット上では「可愛いだけじゃなくしっかりしている」など賞賛の声が上がり注目を集めた。
同年、東京の赤坂にある日枝神社の初詣イメージキャラクターに就任しており、その際のインタビューでは、その神社はひまひまにとって個人的によく通る馴染みのある神社だと言う一方、伝統のある神社の初詣イメージキャラクターになるので緊張しているが、初詣のポスターで「ハッピーオーラ」を伝えられたらいいなとワクワクしていると語っている。また、高校生最後の年なので今よりもさらに青春をして、どっきりや激辛、大食い等の色々なことにチャレンジしてみたいと2025年への抱負を語った。
今後については、今の「ハッピーオーラ」を持ちながら、大好きなテレビで『トーク力がすごくて明るいタレントと言えばひまちゃん』と言われるように「ひまひま」という名前を広めたい、と自身の将来の夢について語り、大学への進学は興味のある心理学を学び、もっと幸せに生きる方法を学びたいと意気込んでいる。

### 名前の由来
2019年に活動を開始する際にYouTubeチャンネル名を家族で決めていた時、本名の「ひまり」から父が3秒で「ひまひま」という名前を提案した。当初、本人はダサいと猛反対していたが、これ以上インパクトのある名前が提案できずそのまま採用されて今に至る。よくハワイの魚であるマヒマヒと混同されることがあるが、現在では「ひまひま」の愛着が湧き、大好きだと語る。

## 出演

### テレビ
- フジテレビ「ミュージックジェネレーション」（2025年5月15日・6月5日・6月12日・6月19日・8月14日）
- 日本テレビ「シューイチ」（2025年4月12日・5月31日・7月5日）
- 日本テレビ「超無敵クラス」（レギュラー、2021年10月 - 2025年3月）
- 日本テレビ「ZIP!」（2025年1月27日・5月19日）
- 日本テレビ「ニッポンこれさえランキング」（2024年12月28日）
- 日本テレビ「世界まる見え!テレビ特捜部」（2024年12月16日）
- TBS「サンデージャポン」（2024年9月22日・11月3日・12月8日・2025年5月18日・6月22日）
- 日本テレビ「ヒルナンデス!」（2024年11月25日）[8]
- TBS「ワールド極限ミステリー」（2024年11月20日）
- 日本テレビ「行列のできる相談所」（2024年11月10日）
- フジテレビ「奇跡体験!アンビリバボー」（2024年10月16日）
- 日本テレビ「第44回全国高等学校クイズ選手権 高校生クイズ2024」（2024年9月10日）
- 日本テレビ「踊る!さんま御殿!!」（2023年12月26日、2024年9月3日）
- 日本テレビ「ニッポンこれさえランキング」（2024年8月18日）
- テレビ東京「おはスタ」（2021年1月28日）

### CM
- バンダイ「プープシースライム　サプライズ」

### YouTube
- ソニー・ミュージックレーベルズ「After School Music Forest」
- 小学館「ピカいち CHANNEL」MC
- 鹿児島県庁「オンライン継ぐ!!繋がる!!kagoshima 2021」[9]

### イベント
- 超十代 -ULTRA TEENS FES- 2025@TOKYO（2025年3月26日）
- 節分祭追儺神事（特別年役、2025年2月2日）[10]
- GAKUSEI RUNWAY 2024 A/W（2024年12月28日）
- GAKUSEI RUNWAY 2024 S/S（2024年6月16日）
- パナソニック アケルエイベント
- 東京消防庁/防災期間防災訓練PR
- U-FES.2019
- U-FES.2023[11]
- タカラトミー/リズモ発売記念イベント
- ちゃおフェス

### ラジオ
- NACK5 NEXT「ひまひまの放課後キラハピFRIDAY！」

### その他
- NHKラジオ「正直アンサーコドモ委員」MC
- 日枝神社 「はつもうでポスター2025」[7]
- ABEMA「ハイティーンバイブル」（2024年3月25日）